# Øyvind Eide (Informationswissenschaftler)
Øyvind Eide ist ein norwegischer Wissenschaftler, der vor allem im Bereich Digital Humanities an verschiedenen Institutionen in Europa arbeitet. Seit 2017 leitet er als Professor den Lehrstuhl der Historisch-Kulturwissenschaftlichen Informationsverarbeitung der Universität zu Köln, der Teil des Instituts für Digital Humanities ist.
Sein Forschungsinteresse gilt vor allem der Modellbildung von Informationen des kulturellen Erbes und der Beziehung von Texten und Karten als Kommunikationsmittel sowie der konzeptuellen Modellierung von Texten. Als freiberuflicher Berater arbeitet er vorwiegend in den Bereichen der Textkodierung, der Museumsinformatik und der Planung digitaler Projekte.

## Beruflicher Werdegang
Nach seinem Studium arbeitete Eide von 2005 bis 2013 in wechselnden Positionen an der Universität von Oslo. Zuletzt war er dort Senior Analytiker der Abteilung für Digitale Dokumentation. Seit 2002 ist er im Vorstand des norwegischen Wörterbuchprojekts Norsk Ordbok 2014. 2004 gründete er mit einem Kollegen die Ontologies Special Interest Group des Text Encoding Initiative (TEI) Consortium. 2013 wurde Eide als Promotionsstipendiat des Research Council of Norway am Londoner King’s College promoviert.

## Mitgliedschaften
Øyvind Eide ist seit 2004 Convener für die TEI Ontologies Special Interest Group.
Er ist Mitglied des wissenschaftlichen Beirats der Edvard Munch’s Writings seit 2007.
Er war bis 2008 bis 2016 Vorstandsmitglied der European Association for Digital Humanities (EADH).
2008 bis 2010 war er Vizevorstand der CIDOC Co-reference Working Group, 2010 wurde er deren Vizevorstand.
Bis 2014 war er Vorsitzender des Beratungskomitees beim Projekt Standards for Networking Ancient Prosopographies: Data and Relations in Greco-Roman Names (SNAP:DRGN)
Von 2011 bis 2015 Mitglied der ersten Arbeitsgruppe (Space and Time) des NeDiMAH (Network for Digital Methods in the Arts and Humanities)
2011 bis 2017 ist er Vorstand des Awards Committees der Alliance of Digital Humanities Organizations (ADHO).
Seit 2012 Mitglied der International Society for Intermedial Studies (ISIS).
2014 bis 2015 ist er in der Leitung der ADHO SIG Global Outlook::Digital Humanities (GO:DH)

## Veröffentlichungen (Auswahl)
- Fabelprosa: science fiction og fantasy på norsk. Biblioteksentralen, Oslo 1992.
- Øyvind Eide, Tor Sveum: Dokumentasjonsprosjektet ved Universitetsbiblioteket i Tromsø. Rapport. Universitetet i Tromsø, Tromsø museum, Tromsø 1998.
- Øyvind Eide: Rapport: Manuskriptprosjektet ved Senter for Ibsen-studier, Universitetet i Oslo. Senter for Ibsen-studier, Oslo 2000.
- Fra SGML til begrunnede påstander om verden: et system for analyse av geografiske resonnementer uttrykt i historiske tekster. Cand.philol. (level of Master) thesis. University of Oslo, Oslo 2004.
- The area told as a story. An inquiry into the relationship between verbal and map-based expressions of geographical information (PhD thesis). King’s College London, London 2012.